# Високосна година (филм)
„Високосна година“ (на английски: Leap Year) е романтична комедия от 2010 г. на режисьора Ананд Тъкър, по сценарий на Хари Елфонт и Елизабет Каплан. Във филма участват Ейми Адамс, Матю Гуд, Адам Скот и Джон Литгоу. Премиерата на филма се състои в Ню Йорк Сити на 6 януари 2010 г., по-късно е пуснат на 8 април от „Юнивърсъл Пикчърс“ в Съединените щати и на 28 април от „Оптимум Релийзинг“ в Ирландия.

## Актьорски състав
| Актьор         | Роля                     |
| -------------- | ------------------------ |
| Ейми Адамс     | Ана Брейди               |
| Матю Гуд       | Деклан О'Канахан         |
| Адам Скот      | Джеръми Слоун            |
| Джон Литгоу    | Джак Брейди, баща на Ана |
| Кейтлин Олсен  | Либи Брейди              |
| Ноел О'Донован | Сиймъс                   |
| Тони Рор       | Франк                    |
| Пат Лафан      | Донал                    |
| Алън Девлин    | Джо                      |
| Иън Макелхини  | Свещеникът               |
| Виченцо Николи | Стефано                  |
| Питър О'Мара   | Рон                      |

## В България
В България филмът е пуснат по кината на 19 февруари 2010 г. от „Аудио Вижъл България“.
На 14 февруари 2011 г. е издаден на DVD от „А Плюс Филмс“.
На 14 февруари 2014 г. е излъчен за първи път по „Нова телевизия“.
На 21 септември 2017 г. се излъчва по каналите на „БТВ Медиа Груп“.
Дублажи
| Озвучаващи артисти  | Даниела Йорданова Христина Ибришимова Силви Стоицов Николай Николов Здравко Методиев Георги Георгиев-Гого |
| Преводач            | Ирина Ценкова                                                                                             |
| Тонрежисьор         | Стефан Дучев                                                                                              |
| Режисьор на дублажа | Димитър Кръстев                                                                                           |

| Озвучаващи артисти  | София Джамджиева Мими Йорданова Христо Чешмеджиев Георги Стоянов Александър Воронов |
| Преводач            | Пламен Узунов                                                                       |
| Тонрежисьор         | Цветан Дацов                                                                        |
| Режисьор на дублажа | Мария Ангелова                                                                      |